# Doom – Der Film
Doom – Der Film (Originaltitel: Doom) ist die Videospielverfilmung von Doom des Regisseurs Andrzej Bartkowiak aus dem Jahr 2005. Die Hauptrollen spielten Dwayne Johnson, Karl Urban und Rosamund Pike. Der Film startete am 27. Oktober 2005 in den deutschen Kinos.

## Handlung
2026 wird tief unter der Wüste von Nevada ein Wurmloch-Portal namens Ark entdeckt, mit dem von einer dortigen Station aus eine Teleportation auf den Mars möglich ist. Bei archäologischen Ausgrabungen findet man dort Überreste einer vergangenen humanoiden Spezies und richtet auf dem Mars eine Forschungseinrichtung ein, um diese näher zu untersuchen. Als zwanzig Jahre später die 85 Mitarbeiter der Einrichtung der Union Aerospace Corporation (UAC) auf dem Mars von einem unbekannten Angreifer attackiert werden, kann der Wissenschaftler Dr. Carmack gerade noch einen Notruf absetzen und Quarantänemaßnahmen einleiten, bevor der Kontakt zu dieser abbricht. 
Daraufhin wird ein Spezialkommando von acht Marinesoldaten in die Forschungseinrichtung geschickt. Dieses besteht aus dem Truppenführer Sarge sowie Duke, Goat, Destroyer, Portman, Mac, einem Neuling namens Kid und John „Reaper“ Grimm. Sie werden auf eine Such- und Zerstörungsmission zum Mars geschickt, wobei sich die UAC nur mit dem Abruf von Computerdaten aus ihren anthropologischen, archäologischen und genetischen Experimenten befasst.
Das Team benutzt den Ark, um den Mars zu erreichen, und ordnet die Abriegelung des Erdstandortes an. Auf dem Mars angekommen, werden sie vom UAC-Mitarbeiter Pinky empfangen. Reaper findet seine Zwillingsschwester, Dr. Samantha Grimm, und begleitet sie, um die Daten abzurufen. Mit Hilfe der gesicherten Forschungsdaten kommt das Team der Ursache auf den Grund: Anhand der ausgegrabenen Fossile vom Mars entdeckten die Forscher ein synthetisches 24. Chromosom (C-24), das die Menschheit zu Übermenschen machen und in eine neue Ära ohne Krankheiten führen könnte. Das erste menschliche Testobjekt war ein zum Tode verurteilter Sträfling, der sich nach der Injektion jedoch in ein Monster verwandelt, die Wissenschaftler getötet und einige infiziert hat. 
Bei der Suche nach Überlebenden in der Einrichtung finden die Marines den traumatisierten und verletzten Dr. Carmack und eskortieren ihn zur Behandlung ins medizinische Labor; jedoch verschwindet er später. Die Marines schießen im Genetiklabor auf ein unbekanntes Wesen, das sie in die Kanalisation der Einrichtung führt, wo es Goat angreift und tötet. Sie töten die Kreatur und bringen sie ins medizinische Labor, wo Samantha eine Autopsie durchführt und feststellt, dass ihre Organe menschlich sind. Sie und Duke werden zur gleichen Zeit Zeuge, wie Goat aufersteht und sich suizidiert, indem er seinen Kopf gegen ein verstärktes Fenster schlägt. Die beiden werden zudem von einer Kreatur angegriffen, stellen ihr eine Falle und schließen bald daraus, dass es sich um den mutierten Dr. Carmack handelt.
Der Trupp spürt methodisch mehrere der Kreaturen auf und vernichtet sie. Mac, Destroyer und Portman sterben im Gefecht. Wutentbrannt des diesbezüglichen Verlustes, tötet Sarge den mutierten Dr. Carmack. Samantha, Reaper und Sarge erfahren, dass die UAC mit dem zusätzlichen Mars-Chromosom (C24) – das aus den Überresten der alten Skelette extrahiert wurde – an Menschen experimentierte, doch die Mutanten flohen, was zum Ausbruch führte. Samantha und Reaper versuchen, Sarge davon zu überzeugen, dass es sich bei den Kreaturen um Menschen aus der Einrichtung handelt, die durch das C24-Serum mutiert sind, und dass sich nicht alle Infizierten vollständig in die Kreaturen verwandeln werden. Samantha stellt die Hypothese auf, dass einige von denjenigen, denen C24 injiziert wurde, übermenschliche Fähigkeiten entwickeln, jedoch ihre Menschlichkeit bewahren, während andere mit einer Veranlagung zu gewalttätigem oder psychotischem Verhalten zu Kreaturen werden.
Als einige der Kreaturen es schaffen, durch den Ark auf die Erde zu gelangen und das Forschungspersonal abschlachten oder mutieren lassen, steht für Sarge fest, was zu tun ist: Alle innerhalb der unterirdischen Bunkeranlage töten, um eine Ausbreitung an die Erdoberfläche und Infizierung der Erdbevölkerung unbedingt zu verhindern. Die Forschungsdaten – die diese Bedrohung überhaupt erst geschaffen haben – will er jedoch sichern. Als Kid – dessen erster Einsatz dies ist – sich weigert, einige nicht infizierte Überlebende zu töten – die sich ängstlich in einem Lagerraum versteckt haben –, wird er von Sarge wegen Befehlsverweigerung erschossen, was zu einer Auseinandersetzung zwischen dem bewaffneten Pinky und Sarge führt. Die Gruppe wird plötzlich von Kreaturen angegriffen, die Duke töten sowie Sarge und Pinky wegzerren. Reaper wird durch einen Querschläger verwundet. Um ihn am Verbluten zu hindern, injiziert ihm Samantha das C24-Serum, obwohl er befürchtet, dass seine gewalttätige Vergangenheit ihn dazu prädisponiert, sich in eine Kreatur zu verwandeln. Er überlebt, verwandelt sich jedoch – wie von Samantha vorhergesehen – nicht in ein Monster, da ihrer Meinung nach nur bestimmte Personen für eine Verwandlung anfällig sind, während andere zu den mit enormen Heilfähigkeiten ausgestatteten Übermenschen werden. 
Als Reaper wieder zu sich kommt, stellt er fest, dass seine Wunden geheilt sind und Samantha verschwunden ist. Mit seinen neuen übermenschlichen C24-Fähigkeiten kämpft er sich durch die Einrichtung und kann sogar den inzwischen mutierten und monströsen Pinky töten, bevor er die bewusstlose Samantha findet und Sarge begegnet, der sich infiziert und die Gruppe der Überlebenden ermordet hat, die Kid zuvor entdeckt hatte. Es kommt zum Kampf zwischen Reaper und Sarge, der sich inzwischen langsam in ein Monster verwandelt und ebenfalls mit übermenschlichen Kräften ausgestattet ist. Reaper ist in der Lage, die Oberhand zu gewinnen und schafft es am Ende, Sarge wieder durch den Ark auf den Mars zu teleportieren und ihn samt der Forschungseinrichtung mit einer hinterhergeschickten Granate zu zerstören. 
Reaper trägt seine bewusstlose Schwester in den Aufzug und gelangt mit ihr letztendlich zurück zur Erdoberfläche in Nevada.

## Hintergrund
- Gegen Ende des Films gibt es eine viereinhalbminütige Sequenz, in der man den Film aus Reapers Sicht in der Ego-Shooter-Perspektive sieht.
- Während im Computerspiel die Gegner Dämonen sind und es auch die Hölle als Schauplatz gibt, wurden die mythischen Bezüge ersatzlos aus dem Film gestrichen und die Monster als Ergebnis einer Mutation dargestellt. Die Space Marines wurden durch das Rapid Response Tactical Squad ersetzt.
- Eigentlich sollte der Film zuerst auf einem fiktiven Planeten spielen, dann entschied man sich doch für den Mars, der auch in den Spielen einer der Hauptschauplätze ist.
- Die bekannten Waffen aus den Computerspielen werden kaum oder gar nicht benutzt, lediglich die BFG (Big Fucking Gun), die Motorsäge und die Chaingun kommen zum Einsatz.
- Der Film lehnt sich optisch teilweise an das Spiel Doom 3 an, z. B. wurden aus diesem die Terminals und Kontrolleinheiten übernommen, auch die Optik der Einrichtung erinnert sehr an die der Levels aus Doom 3.
- Der Name zweier Wissenschaftler lautet Dr. Carmack und Dr. Willits. Eine Anspielung auf John Carmack – einen der Programmierer der Doom-Spiele – sowie Tim Willits, den Leiter für Spieldesign bei id-Software.
- Ein Angestellter der UAC trägt den Spitznamen Pinky. Am Ende des Films mutiert er zu dem aus dem Spiel bekannten Pinky Demon.

### Die Vorlage
Das Computerspiel Doom kam 1993 auf den Markt und brachte den Durchbruch für das Genre der Ego-Shooter. Obwohl bisweilen Gerüchte über eine Verfilmung aufkamen, wurde diese erst nach dem Erscheinen von Doom 3 realisiert.

### Roman zum Film
Der gleichnamige Roman zum Film wurde von John Shirley geschrieben und erschien 2005 im Panini Verlag.

### C-24
Das fiktive vierundzwanzigste Chromosomenpaar C-24 wirkt auf Menschen in zwei verschiedenen Arten. Entweder macht es sie zu intelligenten und starken „Übermenschen“ oder zu „Monstern“, die alles Leben auslöschen wollen.
Entscheidend hierbei ist die genetische Veranlagung des Patienten. Ist man aufgrund seiner Gene „böse“, wird man zum „Monster“. Ist man „gut“, wird man zum „Übermenschen“. Samantha Grimm kommt zu dieser Schlussfolgerung, weil (laut der Geschichte) 10 % der menschlichen DNA noch nicht entschlüsselt sind. Dies wären dann die Gene, die darüber entscheiden, ob man „gut“ oder „böse“ ist.

## Kritik
„Die Adaption des gleichnamigen Ego-Shooter-Spiels, das eine ganze Generation elektrisierte, kann nur gegen Ende der Nerven zerfetzenden und splatterigen Vorlage gerecht werden. Davor bleibt der Film irritierend lange durchschnittliche Actionware, die Game-Fans mangels Spannung und oftmals billiger Optik vor den Kopf stoßen dürfte.“

„Die Devise lautet: „Wenn es atmet, knall es ab…“ Trotz „Aliens“-Anleihen meist nur eindimensionales, billiges Geballer. Es bleibt dabei: Die Abbildung der Ego-Shooter-Spielidee verträgt sich nicht allzu gut mit den Erfordernissen des Erzählmediums Film. Fazit: „Horroraction nach dem megaerfolgreichen Ego-Shooter-Computerspiel.““